# Монік Джейвер
Монік Джейвер (англ. Monique Javer; нар. 22 липня 1967) — колишня британська тенісистка.
Найвищу одиночну позицію світового рейтингу — 56 місце досягла 21 вересня 1992, парну — 176 місце — 17 вересня 1990 року.
Здобула 1 одиночний титул.
Завершила кар'єру 2000 року.

## Титули Туру WTA і ITF
| Легенда            |
| Великий шлем (0)   |
| Чемпіонат Туру (0) |
| Турніри Tier I (0) |
| Турніри Туру (1)   |
| Турніри ITF (0)    |

| Титули за покриттям |
| Тверде (1)          |
| Ґрунт (0)           |
| Трава (0)           |
| Килим (0)           |

### Одиночний розряд (1)
| Результат | Ранг | Дата           | Турнір   | Покриття | Суперниця   | Рахунок       |
| --------- | ---- | -------------- | -------- | -------- | ----------- | ------------- |
| Перемога  | 1.   | 18 квітня 1988 | Сінгапур | Тверде   | Лейла Месхі | 7–6(7–3), 6–3 |

## Виступи в одиночних турнірах Великого шолома
| W | Ф | ПФ | ЧФ | #Р | КТ | К# | DNQ | A | NH |

| Турнір                                 | 1986 | 1987 | 1988 | 1989 | 1990 | 1991 | 1992 | 1993 | 1994 | Виграшів-поразок за кар'єру |
| -------------------------------------- | ---- | ---- | ---- | ---- | ---- | ---- | ---- | ---- | ---- | --------------------------- |
| Відкритий чемпіонат Австралії з тенісу |      |      | 2р   | 1р   |      | 2р   | 1р   | 2р   | LQ   | 3–5                         |
| Відкритий чемпіонат Франції з тенісу   |      |      | 1р   |      | 2р   | 1р   | 1р   |      |      | 1–4                         |
| Вімблдонський турнір                   |      | LQ   | 1р   | 1р   | 1р   | 1р   | 1р   | 2р   | 1р   | 1–7                         |
| Відкритий чемпіонат США з тенісу       | LQ   | 1р   | 1р   |      | 2р   | 1р   | 1р   | 1р   |      | 1–6                         |

- В показнику виграшів-програшів за кар'єру враховано тільки матчі основної сітки.